# Мексикано-пакистанские отношения
Мексикано-пакистанские отношения — двусторонние дипломатические отношения между Мексикой и Пакистаном. 

## История
В августе 1947 года Доминион Пакистан обрёл независимость после раздела Британской Индии. 19 января 1955 года Мексика и Пакистан установили дипломатические отношения. В мае 1974 года Пакистан открыл посольство в Мехико, а Мексика открыла посольство в Исламабаде в 2007 году. В 2009 году из-за недостатка финансирования мексиканское посольство в Исламабаде было закрыто и вместо него открыли почётные консульства в Карачи и Лахоре. 
В декабре 2004 года президент Пакистана Первез Мушарраф посетил с официальным визитом Мексику, где провёл встречу с президентом Висенте Фоксом. В ходе визита лидеры двух стран подписали несколько соглашений, включая: Мексика начинает импортировать рис из Пакистана,  двустороннее соглашение о научно-техническом сотрудничестве, совместное обучение и обмен информацией между дипломатическими учебными заведениями, соглашение по визам для дипломатических и служебных паспортов.

## Торговля
В 2014 году объём двусторонней торговли между обеими странами составил сумму в 181 млн долларов США. Импорт Мексики из Пакистана: текстиль, рис, зерно и хлопок. Импорт Пакистана из Мексики: пластиковые промышленные трубы и детали для автомобилей. Пакистан является 67-м крупнейшим мировым торговым партнёром Мексики, в то время как Мексика является 49-м крупнейшим торговым партнёром Пакистана.